# Алоїз фон Відманштеттен

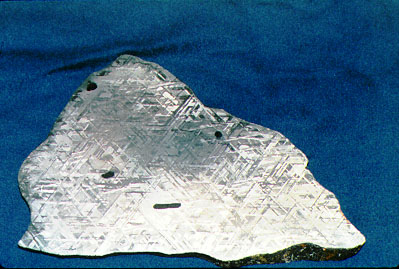
Відманштеттенова структура проявляється при травленні залізного метеорита нітратною кислотою.

Алоїз Бекх фон Відманштеттен (повне ім'я Alois Joseph Franz Xaver Beckh, Edler von Widmanstätten) (*13 липня 1753, Грац — † 10 червня 1849, Відень) — австрійський друкар, промисловець, науковець.

## Біографія
Родина Алоїза фон Відманштеттена мала монопольні права на виконання друкарських робіт у федеральній землі Штирії. Тому в юності він навчався поліграфії у свого батька, який володів друкарнею. Освіту в галузі природничих наук здобув у Грацькому університеті.
Унаслідок реформ Йосипа ІІ родина 1784 року втратила монополію на друкарську діяльність і Алоїз фон Відманштеттен, якого не цікавила поліграфія, 1807 року продав друкарню.
З 1804 року до 1807 року він керував ткацькою фабрикою в Поттендорфі в Австрії. За наполяганням імператора Франца I 1807 року він став директором новоствореного імператорського Кабінету промислових виробів, де були зібрані колекції зразків та експонати продукції, яка вироблялася на території Австрійської імперії.
1808 року він також очолив імператорський порцеляновий завод у Відні.
1817 року Алоїз фон Відманштеттен вийшов у відставку. Помер 1849 року, похований у Відні. 

## Відманштеттенові структури
22 травня 1808 року поблизу моравського містечка Штаннерн упав залізний метеорит, який передали до імператорського мінералогічного Кабінету. Його директор Карл Шрейбер умовив свого колегу Алоїза фон Відманштеттена дослідити його. Після травлення прошліфованої й відполірованої поверхні метеорита розчином хлоридної кислоти фон Відманштеттен виявив на ній характерний рельєф у вигляді геометрично впорядкованих штрихів. Цей рельєф він використав як кліше для перенесення структури поверхні на папір методом літографії. Результати цього дослідження фон Відманштеттена Шрайбер опублікував 1820 року. Пізніше структури подібного типу було виявлено в перегрітій сталі та інших сплавах і названо відманштеттеновими структурами.
Маловідомим є той факт[джерело?], що структури цього типу в метеоритах першим відкрив Вільям Г. Томсон, лікар за фахом, який досліджував вулканічні мінерали. Під час перебування в Неаполі він виявив подібну структуру в метеориті, знайденому 1772 року Палласом під Красноярськом, коли видаляв з поверхні його уламка іржу (травленням розчином нітратної кислоти). 1804 року Томсон опублікував повідомлення про це відкриття французькою мовою в Bibliothèque Britannique. Після його смерті цю роботу було перекладено італійською мовою в Atti dell'Accademia Delle Scienze di Siena. Однак ці праці не було помічено науковцями аж до 1936 року[джерело?], і за таким типом структури сплавів збереглася назва «відманштеттенових структур».

## Ушанування пам'яті
На честь Алоїза фон Відманштеттена названо кратер на Місяці Відманштеттен та астероїд головного поясу 21564 Відманштеттен, відкритий 26 серпня 1998 року.